# Nieva, nieva
«Nieva, Nieva» es una canción interpretada por la cantante mexicana Paulina Rubio, incluida en su segundo álbum de estudio, 24 Kilates. El sello discográfico EMI Capitol de México la publicó el 29 de septiembre de 1993 como el sencillo principal del álbum.  
Musicalmente, «Nieva, Nieva» es una canción de pop rock con riffs duros de guitarra eléctrica, arreglo de batería e instrumentación de violines, con la cantante cantando en un rango vocal alto y grave. Compuesta por César Valle y Carmen Sánchez, y producida por Miguel Blasco, la letra recurre a la metáfora con escenas invernales que transmiten una sensación de nostalgia y tristeza que surge después de una ruptura amorosa. 
Tras su lanzamiento, el tema generó opiniones positivas de la crítica, que destacaran su producción y su lirismo. Comercialmente, «Nieva, Nieva» gozó de gran éxito en las listas, especialmente en México, donde alcanzó el número uno en el legendario ranking nacional Notitas Musicales. En los Estados Unidos, sin embargo, solo logró ascender a la posición número veintisiete de la lista Hot Latin Tracks de la revista Billboard.  

## Respaldo
Con su sencillo debut, «Mío» , Paulina Rubio alcanzó un éxito rotundo en las listas musicales de varios países de Latinoamérica, incluyendo del mercado latino de los Estados Unidos, donde ocupó el puesto número tres de la lista Hot Latin Tracks de la revista Billboard. Lo mismo sucedió con sus siguientes sencillos: «Amor de Mujer», «Sabor a Miel» y «Abriendo las Puertas al Amor», que alcanzaron las posiciones número ocho, número veintidós y número nueve, respectivamente en ese territorio. 
EMI Capitol de México tenía claro su objetivo de seguir incrementando el éxito de la cantante en ese mercado, aunque a diferencia del derroche de dance pop influenciado por el new jack swing del primer álbum La Chica Dorada, estrenado solo un año atrás, este nuevo material englobaría un sonido mucho más orgánico, lo que afectaría en última instancia la promoción de 24 Kilates en el mercado latino de Estados Unidos, que comenzaba a abarrotarse de artistas tropicales o de géneros tradicionales, dejando en segundo plano a los artistas pop rock.    

## Video musical
Por segunda vez, Paulina Rubio trabajó con Ángel Flores y por primera vez con el director y creador Pedro Torres, esta vez con el video de «Nieva, Nieva». El video se grabó en Los Ángeles, California durante los primeros días de septiembre de 1993, después del lanzamiento del sencillo en las estaciones de radio.

## Listas musicales
Pese a que el sencillo tuvo éxito en México, en donde figuró en la posición número uno por dos semana; en Estados Unidos ésta fracasó en la lista oficial de la Hot Latin Tracks, donde sólo alcanzó la posición número veintisiete.

## Formatos
| México Sencillo de CD |                |          |  |
| N.º                   | Título         | Duración |  |
| 1.                    | «Nieva, Nieva» | 03:31    |  |

## Posicionamiento

### Semanales
| Listas                     | Máxima posición |
| -------------------------- | --------------- |
| Notitas Musicales          | 1               |
| Billboard Hot Latin Tracks | 27              |

### Anuales
| Listas          | Máxima posición |
| --------------- | --------------- |
| Top 100 Singles | 18              |